# Успенская церковь (Аликово)
Церковь Успения Пресвятой Богородицы — православный храм в селе Аликово в Чувашии. Относится к Чебоксарской епархии Русской православной церкви.
Настоятель — отец Виктор.

## История
В Аликовской волости Ядринского уезда числилось 34 деревни. Проживало в них 7900 душ: 3917 мужеского, 3983 женского полу. В 1782 году на пожертвования прихожан открыли деревянную церковь Успения Пресвятой Богородицы. Количество приходских поселений было 18: Синерь, Тогачь, Азамат, Янгорас, Видесючь, Урмаево, Изванка, Илгышево, Ойкасы, Кораккасы, Таутово, Ходяково, Хирлеппоси, Торопкасы, Павлушкино, Яргунькино, Чердак, Хоравары. В приходе в то время считалось 1047 дворов, мужчин было 3007, женщин 2968.
Аликовская церковь Успения Пресвятой Богородицы была основана в августе 1744 года. Тогда это было деревянное здание в центре селения Аликово. 

После открытия церкви императрица Елизавета Петровна даровала храму книгу «Полная триода и церковный устав», напечатанную в 1745 году, со следующей записью

«Сия книга изготовлена типографией, а по приказу Преосвященного Дмитрия Епископа Нижегородского и Алатырского, Казанского отдана из духовной Его Преосвященства Консистории безденежно декабря 3 дня 1747 года Курмышского новокрещенского села Успенского, Аликова тож, к новостроенной у новокрещеннов церкви»
Дарованная книга не сохранилась, однако текст письма Елизаветы Петровны приведён в сборнике «Нижегородский губернский учетный архив», 1898 (хранится в Чувашском государственном историческом архиве).
В 1755 году для Аликовской церкви из Ядрина привезли 2 колокола весом по 10 пудов.
Из исторических документов известно, что служившие в 1774 году священники были убиты участниками крестьянского восстания Емельяна Пугачева.
А в 1782 году для прихожан Аликовского прихода было построено новое деревянное здание церкви. А в 1901 году на средства прихожан заново строится деревянное здание церкви. Церковь двухпрестольная: Успения Божьей Матери, Св. Иоанна Богослова.
В начале 1930 года в России начинают безжалостно закрывать храмы. В 1936 году во время сильного урагана вся верхняя часть церкви вместе с колоколами упала на землю. После ремонта в здании церкви открыли районный Дом культуры.
В 1991 году по настоянию прихожан села Аликово и окрестных селений в августе этого года церковные богослужения возобновились в молитвенном доме.
26 августа 2015 года была в присутствии прихожан митрополит Чувашский Варнава торжественно провёл утреннее богослужение в новом храме. Деревянное строение церкви украсило село, его строили всем миром. Посильную финансовую помощь оказывали сельские поселения, школы, различные организации, прихожане и простые жители, причем не только Аликовского района.

## Церковно-приходская школа
Церковно-приходская школа села Аликово открыта в 1845 году («Краткий отчёт о состоянии церковно-приходских школ и школ грамоты Казанской губернии»). Эта школа раньше работала в селе Норусово, (ныне село Калинино Вурнарского района ЧР). В 1854 году данная школа перевозится в село Аликово и переименовывается в Церковно-приходское училище села Аликово Ядринского уезда Казанской губернии.